# Centrotinae
Centrotinae (лат.) — крупнейшее подсемейство горбаток (Membracidae). Около 1500 видов. Встречаются всесветно.

## Распространение
Афротропика, Австралазия, Океания, Неарктика, Неотропика, Палеарктика и Индомалайский регионы. Большая часть триб (17) встречается только в старом Свете (где центр разнообразия), остальные в Америке (6).

## Описание
Длина от 2 до 10 мм. Окраска чаще коричневато-чёрная; могут иметь светлые пятна на груди. Голова уже переднеспинки; в задней части пронотума имеются выступы. Число хромосом у самцов 2n = 10, 13, 17, 19, 20, 21, или 23. Обнаружены на растениях из 105 различных семейств (доминируют Leguminosae, Compositae, Solanaceae, Euphorbiaceae). Имеют мирмекофильные связи с муравьями, охраняющими их от врагов.

## Систематика
Включают почти половину всех триб, родов и видов горбаток (Membracidae): 23 из 49 триб, 216 из 413 родов и около 1500 видов. 4 самых разнообразных в видовом отношении рода также относятся к Centrotinae: Tricentrus (223 вида), Gargara Amyot and Serville (184), Oxyrhachis Germar (117), и Leptocentrus Stål (94). Современный морфологический и молекулярный анализы показывают сравнительно базальное положение Centrotinae на филогенетическом древе Membracidae (Dietrich and Deitz, 1993, Cryan et al. 2000, Dietrich et al. 2001), и предположительно имеют предков в Новом Свете. Подсемейство Centrotinae наиболее близко к таксонам Centronodini, Stegaspidinae и Nicomiinae.
- Beaufortianini Wallace, 2004
- Boccharini Wallace, 2004
- Boocerini Goding, 1892
- Centrocharesini Goding, 1931
- Centrodontini Deitz, 1975
- Centrotini Amyot and Serville, 1843
- Centrotypini Haupt, 1929
- Choucentrini Yuan, in Yuan and Chou 1988
- Ebhuloidesini Goding, 1931
- Gargarini Distant, 1908
- Hypsaucheniiini Distant, 1908
- Leptobelini Yuan, in Yuan and Chou 2002
- Leptocentrini  Distant, 1908
- Lobocentrini Wallace, 2004
- Maarbarini Wallace, 2004
- Micreunini Distant, 1908
- Monobelini Wallace, 2004
- Nessorhinini Deitz, 1975
- Oxyrhachini  Distant, 1908
- Pieltainellini Wallace, 2004
- Platycentrini Haupt, 1929
- Terentiini Haupt, 1929
- Xiphopoeini Capener, 1966
- Incertae Sedis
  - Selenacentrus wallacei